# Sahara Elektrik
| Críticas profissionais | Críticas profissionais |
| Avaliações da crítica  | Avaliações da crítica  |
| Fonte                  | Avaliação              |
| ---------------------- | ---------------------- |
| All Music Guide        | link                   |

Sahara Elektrik é o segundo álbum de estúdio da banda de rock alemã Dissidenten, lançado em 1984. O álbum foi gravado em parceria com o grupo marroquino Lemchaheb. 
A canção "Fata Morgana" fez sucesso em pistas de dança na Espanha, França, Itália e Canadá entre 1985 e 1986. No Brasil, a canção foi lançada em 1987 na trilha sonora da telenovela Sassaricando e alcançou grande popularidade no país; quando a novela foi readaptada em 2016 como Haja Coração, a canção também fez parte da trilha sonora da nova versão.

## Faixas
LP
Todas as faixas escritas e compostas por Uve Müllrich, Marlon Klein e Friedo Josch. 
| Lado A |                               |         |  |
| N.º    | Título                        | Duração |  |
| 1.     | "Inshalla — Kif Kif"          | 7:00    |  |
| 2.     | "Fata Morgana"                | 7:50    |  |
| 3.     | "El Mounadi — Die Wüste Lebt" | 6:40    |  |

| Lado B         |                            |         |  |
| N.º            | Título                     | Duração |  |
| 4.             | "Sahara Elektrik"          | 11:28   |  |
| 5.             | "Casablanca — Wacha Wacha" | 10:26   |  |
| Duração total: | Duração total:             | 43:24   |  |

CD (ALE) (1990)
Todas as faixas escritas e compostas por Dissidenten e Lemchaheb, Marrocos 1983/84, inspiradas em música tribal mediterrânea. 
| N.º            | Título                         | Duração |  |
| 1.             | "Inshallah"                    | 6:53    |  |
| 2.             | "Fata Morgana"                 | 6:50    |  |
| 3.             | "El Mounadi — The Desert Life" | 6:22    |  |
| 4.             | "Sahara Elektrik"              | 11:28   |  |
| 5.             | "Casablanca — Wacha Wacha"     | 10:26   |  |
| 6.             | "Shadows Go Arab"              | 4:13    |  |
| Duração total: | Duração total:                 | 46:12   |  |

## Ficha técnica
Dissidenten
- Friedo Josch — flauta
- Uve Müllrich — baixo, guitarra
- Marlon Klein — bateria, teclados

Lemchaheb
- Cherif Lamrani — vocal, bandoloncelo
- M'Barak Chadili — vocal
- Mohammed Ayoubi — vocal, percussão

Outros músicos
- Mathias Keul — sintetizador